# ТГК (тепловоз)
ТГК — серийный советский маневровый и промышленный тепловоз с гидропередачей, построенный на Калужском машиностроительном заводе.

## История
Является предшественником ТГК2, пришёл на смену мотовозам. Строился с 1958 по 1962 год на Калужском машиностроительном заводе. На Российских железных дорогах в данный момент не используются.

## Характеристики
- Длина (по осям автосцепок) — 8270 мм
- Ширина — 3150
- Высота — 3247
- Запас топлива — 600 кг
- Запас песка — 150 кг
- Габарит — 03-Т [1]